# 히가시야바케이촌
히가시야바케이촌(일본어: 東耶馬溪村)은 일본 오이타현 시모게군에 설치되었던 촌이다. 현재의 나카쓰시에 해당한다.